# NGC 3511
NGC 3511 (другие обозначения — ESO 502-13, MCG -4-26-20, UGCA 223, IRAS11009-2248, PGC 33385) — спиральная галактика с перемычкой (SBc) в созвездии Чаши. Открыта Уильямом Гершелем в 1786 году.
Галактика удалена на 13,6 мегапарсек от Млечного Пути. Положение галактики на фоне межгалактического объекта PMN J1103-2329, который поглощает излучение, что позволяет изучать межгалактическую среду. Объект проецируется на NGC 3511 на расстоянии 97 килопарсек от её центра. Точно неизвестно, связана ли галактика физически с этим объектом, но, по всей видимости, происходит его падение на галактику. Металличность объекта низка и составляет −0,8.
Этот объект входит в число перечисленных в оригинальной редакции «Нового общего каталога».